# بيكا هافيستو
بيكا أولافي هافيستو (بالفنلندية: Pekka Olavi Haavisto) (من مواليد 23 مارس 1958) هو سياسي فنلندي ووزير وزعيم سابق في الرابطة الخضراء. عاد إلى البرلمان الفنلندي في الانتخابات البرلمانية الفنلندية في مارس 2007 بعد غياب دام 12 عامًا وأعيد انتخابه مرة أخرى في عام الانتخابات البرلمانية الفنلندية 2011 والانتخابات البرلمانية الفنلندية 2015 والانتخابات البرلمانية الفنلندية 2019. بين أبريل 1995 وأبريل 1999، كان وزير البيئة في حكومة بآفو ليبونن الأولى. وفي أكتوبر 2013 تم تعيينه وزيراً للتنمية الدولية بعد استقالة هيدي هاوتلا من منصبها، وهو منصب شغله حتى سبتمبر 2014. كان أيضًا عضوًا في مجلس مدينة هلسنكي. تم تعيينه وزيرا للخارجية في عام 2019.

## المسيرة السياسية
كان هافيستو عضوًا في برلمان فنلندا من عام 1987 إلى عام 1995. وكان رئيسًا للرابطة الخضراء من 1993 إلى 1995. شغل منصب وزير البيئة في حكومة بآفو ليبونن الأولى بين عامي 1995 و 1999. وكان أول أوروبي وزير مجلس الوزراء يمثل أحزاب الخضر.
من عام 1999 إلى عام 2005، عمل هافيستو لدى الأمم المتحدة في العديد من المهام. قاد مجموعات بحثية لبرنامج الأمم المتحدة للبيئة في كوسوفو وأفغانستان والعراق وليبيريا وفلسطين والسودان. كما قام بتنسيق تحقيق الأمم المتحدة في آثار اليورانيوم المنضب في كوسوفو والجبل الأسود وصربيا والبوسنة والهرسك. مثل هافيستو برنامج الأمم المتحدة للبيئة في التحقيقات في حادث التعدين في بايا ماري في رومانيا. في عام 2005 تم تعيينه كممثل خاص للاتحاد الأوروبي في السودان حيث شارك في محادثات السلام في دارفور.
في عامي 2007 و 2011 و2019، تم إعادة انتخاب هافيستو للبرلمان الفنلندي عن دائرة هلسنكي الانتخابية.

### الانتخابات الرئاسية 2012
في عام 2011، تم ترشيح هافيستو كمرشح عن حزب الخضراء لانتخابات الرئاسة الفنلندية لعام 2012. في الجولة الأولى من الانتخابات في 22 يناير 2012، حل في المرتبة الثانية بنسبة 18.8 في المائة من الأصوات. في جولة الإعادة في 5 فبراير، حصل على أكثر من مليون صوت (37.4 في المائة)، لكنه مع ذلك خسر أمام مرشح حزب الائتلاف الوطني الفنلندي، وزير المالية السابق ساولي نينيستو.
كان هافيستو أول مرشح مثلي الجنس علنا وأول مرشح ذكر خدم في الخدمة غير العسكرية بدلا من الخدمة العسكرية النظامية يصل إلى الجولة الثانية من الانتخابات الرئاسية في فنلندا.

### الانتخابات الرئاسية 2018
في فبراير 2017، هافيستو أعلن أنه سوف يكرر ترشحه في الانتخابات الرئاسية الفنلندية 2018. جاء القرار بعد ان تم الاتصال بهافيستو عدة مرات من قبل حزب الخضراء. في الانتخابات، جاء هافيستو في المرتبة الثانية بنسبة 12.4 في المئة من الأصوات، في حين الرئيس نينيستو ضمن لنفسه الحصول على ولاية ثانية بأغلبية الأصوات.

### العودة كرئيس للرابطة الخضراء
في أكتوبر 2018، أعلن رئيس حزب الخضراء توكو آلتو أعلن أنه سيستقيل من منصبه، مشيرا إلى الاكتئاب والتعب. تسبب القرار في إجراء انتخابات عاجلة، بهدف انتخاب رئيس مؤقت لقيادة الحزب في الانتخابات البرلمانية الفنلندية 2019 وحتى الاجتماع التالي للحزب. على الرغم من أن عددا من أعضاء الحزب نادى بمزيد من السياسيين البارزين وذوي الخبرة إلى المشاركة في الانتخابات، أعلن هافيستو ترشحه. في 4 نوفمبر 2018، هزم عضوة البرلمان أوتي ألانكو-كاهيلوتو في انتخابات رئاسة الحزب وبالتالي تم اختياره لقيادة الحزب.
في يونيو 2019، تنحى هافيستو عن رئاسة الحزب، وخلفته ماريا أوهيسالو.

## نشاطات أخرى
- المعهد الأوروبي للسلام، رئيس مجلس الإدارة (منذ 2016).[23]

## الحياة الشخصية
بعد الانتهاء من امتحان شهادة الثانوية العامة في المدرسة الثانوية العليا، بدأ هافيستو دراسة العلوم الاجتماعية في جامعة هلسنكي ولكن لم يكمل دراسته. واختار في شبابه الخدمة غير العسكرية على الخدمة العسكرية في قوات الدفاع.
هافيستو مثلي الجنس علنا؛ ويعيش في شراكة مسجلة مع نيكسار أنطونيو فلوريس، وهو رجل إكوادوري منذ عام 2002، وقد كانا معا منذ عام 1997 عندما تقابلا في نادي ليلي في بوغوتا.

## التصنيف
بحسب ترتيب مجلة أولكوبوليتيكا (بالفنلندية: ulkopolitiikka) الفنلندية في عام 2009، كان بيكا هافيستو دوليا في المرتبة الخامسة بين الشخصيات الأكثر تأثيرا في فنلندا.

## روابط خارجية
- بيكا هافيستو على موقع IMDb (الإنجليزية)
- بيكا هافيستو على موقع الموسوعة البريطانية (الإنجليزية)
- بيكا هافيستو على موقع قاعدة بيانات الفيلم (الإنجليزية)